# Harold Antiñirre
Harold Rodrigo Antiñirre Llancapani (n. Hornopirén, Región de Los Lagos, Chile; 25 de agosto de 2002) es un futbolista chileno. Juega como delantero y juega actualmente en Club de Deportes Puerto Montt de la Segunda División Profesional de Chile, club en donde actualmente es capitán del equipo.

## Trayectoria

### Deportes Puerto Montt
Debutó en el profesionalismo en 2019, ante Santiago Wanderers, en el triunfo de su equipo por 2-1. Anotó su primer gol profesional en el empate 2-2 entre Puerto Montt y Huachipato, por la tercera fase de la Copa Chile 2022.
Descendió con Puerto Montt en 2023, a la Segunda División Profesional de Chile. Anotó un doblete ante Concón National por la Segunda División. Dicho encuentro terminó 3-0 a favor de su club. En el denominado "Clásico del Sur", ante Provincial Osorno, marcó el gol del triunfo por la cuenta mínima.
Marcó un nuevo doblete en el partido ante Alas Portuarias de la Región de Aysén, por la Copa Chile 2024, encuentro que terminó 7-0.
Deportes Puerto Montt renovo a Antiñirre hasta 2025.

## Estadísticas
| Club                          | Div.       | Temporada  | Liga  | Liga  | Copas nacionales | Copas nacionales | Torneos internacionales | Torneos internacionales | Total | Total |
| Club                          | Div.       | Temporada  | Part. | Goles | Part.            | Goles            | Part.                   | Goles                   | Part. | Goles |
| ----------------------------- | ---------- | ---------- | ----- | ----- | ---------------- | ---------------- | ----------------------- | ----------------------- | ----- | ----- |
| Deportes Puerto Montt · Chile | 2.ª        | 2019       | 1     | 0     | —                | —                | —                       | —                       | 1     | 0     |
| Deportes Puerto Montt · Chile | 2.ª        | 2022       | 10    | 0     | 2                | 0                | —                       | —                       | 12    | 0     |
| Deportes Puerto Montt · Chile | 2.ª        | 2023       | 14    | 0     | 2                | 0                | —                       | —                       | 16    | 0     |
| Deportes Puerto Montt · Chile | 3.ª        | 2024       | 25    | 5     | 7                | 2                | —                       | —                       | 32    | 7     |
| Deportes Puerto Montt · Chile | Total club | Total club | 50    | 5     | 9                | 2                | 0                       | 0                       | 61    | 7     |
| Total club                    | Total club | Total club | 50    | 5     | 9                | 2                | 0                       | 0                       | 61    | 7     |
| 1. 2.                         |            |            |       |       |                  |                  |                         |                         |       |       |